# Pararhizophagus grouvellei
Pararhizophagus grouvellei es una especie de coleóptero de la familia Monotomidae. Es la única especie del género Pararhizophagus.

## Distribución geográfica
Habita en Malasia.